# تجربة منصة الهروب 1

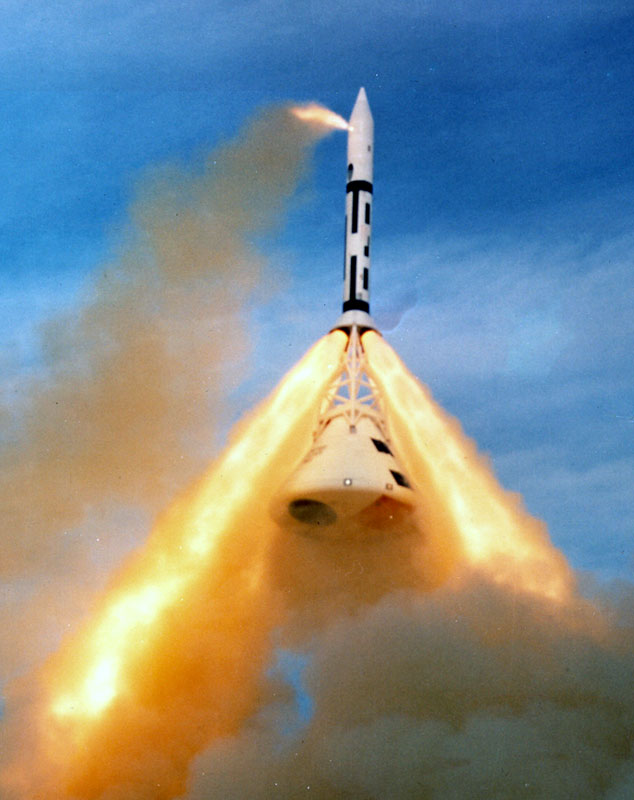
منصة الهروب-1

تجربة منصة الهروب-1 كانت أول تجربة للهروب من مركبة أبولو الفضائية، تمت في 7 نوفمبر 1963. وتجرى تلك التجارب للتوصل إلى تصميم نظاما للإنقاذ في حالة تعرض الصاروخ بفقدان التوازن اثناء الإقلاع.

## الأهداف
تهدف تجربة منصة الهروب-1 لتقصي الآثار على مركبة أبولو الفضائية أثناء عملية الهروب من  الصاروخ الحامل . فعلى نظام الإنقاذ  أن يكون قادرا على إبعاد المركبة عن الصاروخ  و خاصة عندما يكون خطر انفجاره عالية ؛ كما أن المطلوب أن تصل  المركبة  إلى ارتفاع مناسب لفتح المظلات .  و يفضل أن تتم العملية فوق سطح الماء و ليس اليابسة.

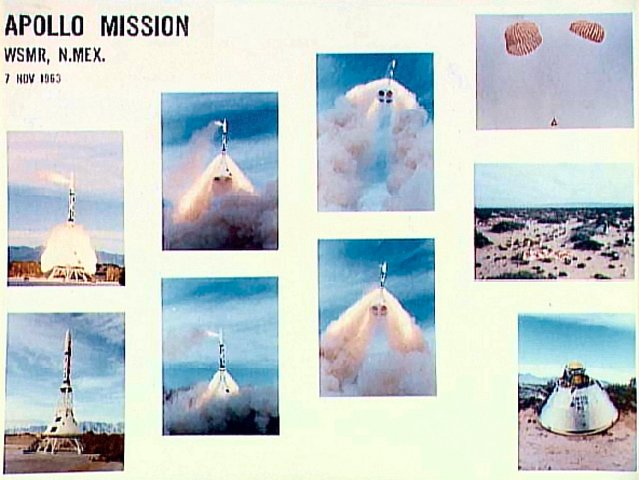
تجربة منصة أبولو للهروب-1 - 7 نوفمبر 1963 (ناسا)